# IJzerertsgebied van Zuid-Aldan
Het IJzerertsgebied van Zuid-Aldan (Russisch: Южно-Алданский железорудный район; Joezjno-Aldanski zjelezoroedny rajon) is een ijzerertswingebied in de oeloes Aldanski in het zuiden van de Russische autonome republiek Jakoetië, in Oost-Siberië. Het wingebied vormt onderdeel van het Aldanschild en ligt vlak naast de Baikal-Amoerspoorweg.
De ertslagen werden blootgelegd tussen 1946 en 1950 met behulp van aeromagnetisch onderzoek (aardmagnetisch onderzoek vanuit de lucht) en grondonderzoek. Van 1951 tot 1964 en van 1976 tot 1985 werden verkenningen uitgevoerd naar de mogelijke delving van de ijzererts. Het gesteente werd binnen de groep van de contact-mesomatische lagen van de psilomelaanertsen. De belangrijkste ertslaag is 'taiga' met een voorraadreserve van 1,3 miljard ton met een gehalte van 45% ijzer. In de lagen bevindt zich ook onder andere koper, kobalt en wolfraam. In totaal zijn de reserves op 4 tot 9 miljard ton geschat.